# Mitsuharu Kaneko
Mitsuharu Kaneko (金子 光晴, Kaneko Mitsuharu) fue un poeta, crítico literario, novelista y pintor japonés. Ganó el Premio Yomiuri de poesía en 1953.

## Biografía
Mitsuharu Kaneko nació en Tsushima, en la prefectura de Aichi. Fue el tercer hijo de Ouga Kazukichi y Ryo, siendo su nombre, en aquel entonces, Yasukazu. Cuando tenía dos años, fue adoptado por Sumi Kaneko, una joven de 16 años casada con Soutarou Kaneko.
El padre biológico de Mitsuharu era un hombre de negocios de poco éxito que habría accedido a las peticiones de una joven de 16 años de adoptar a uno de sus hijos y, de esta forma, tener menos bocas que alimentar. El padre adoptivo de Kaneko, Soutarou, era un hombre exitoso que trabajaba en una compañía ejecutiva.
Kaneko, aunque era un prodigio, fracasó académicamente. Tuvo que repetir un curso en el prestigioso instituto Gyosei Gakuen, un instituto creado por franceses católicos en 1888. A lo largo de dos años, asistió a varias universidades como la Universidad Waseda, la Escuela de Artes de Tokio y la Universidad de Keio, pero abandonó todas ellas. Además de este fracaso escolar, no ayudaba el hecho de que era propenso a enfermar debido a sus problemas pulmonares.

## Principales Influencias
Mientras estaba en el instituto, adquirió una pasión inmensa por los clásicos chinos y la literatura japonesa del período Edo. Esto hizo que adquiriera un gran conocimiento sobre personajes y antiguas expresiones chinas que se ven muy bien reflejadas en sus poemas, especialmente en sus obras más tempranas. Además, estando en la universidad, empezó a interesarse y a leer varios autores occidentales, empezando por Schopenhauer, Poe, Oscar Wilde, Mijaíl Artsibáshev, Baudelaire, Whitman y Edward Carpenter.
Su vida, condicionada por los viajes que llevó a cabo, tuvo una gran influencia en sus obras. Hizo que se sintiera un extranjero que podía observar lo que ocurría en cada país con cierto escepticismo.

## Viajes y sus obras más influyentes
Un giro importante en su vida ocurrió en 1916, cuando recibió la herencia por la muerte de su padre Soutarou. Suzuki Koujirou, uno de los antiguos distribuidores de Soutarou, le ofreció a Kaneko la posibilidad de ir a Europa y entrenarle para trabajar en su negocio si estaba dispuesto a costearse la estancia. Kaneko aceptó y, en febrero de 1919, viajó a Europa. Después de varios viajes y estancias en ciudades como Londres, Bruselas y París, volvió a Japón, donde comenzó a escribir sus primeras obras. Su primer libro de poesía se llamó Escarabajo japonés (Koganemushi), y estuvo muy influenciado por el contacto que había tenido con el simbolismo francés. En marzo de 1925, publicó una colección de poemas de Verhaeren y, en agosto de ese mismo año, publicó una serie de poemas traducidos del francés al japonés. Sin embargo, para aquel entonces, el dinero de la herencia se había agotado, lo que le llevó a pasar siete años como vagabundo hasta que su familia le contrató en una compañía de cosméticos que habían fundado.
Entre los años 1926 y 1928, hizo dos viajes a Shanghái, los cuales sirvieron de inspiración para una de sus obras, Andanzas de agua (Mizu no rurou). En estos viajes conoció y se casó con la poeta y novelista Mori Michiyo. En 1929 volvió a Francia, donde residió durante varios años y donde comenzó a editar varias revistas literarias.
Realizó varios viajes por distintos países, quedando constancia de ello en sus diarios, en los cuales relataba la situación de Manchuria y Japón. Sobre este tema, escribió dos de sus grandes obras, Mareh Ran’in kikoh (Diario de viaje de las Indias Orientales Holandesas y Malasia) y Same (Tiburones). Ambas relatan las formas terribles en las que fueron tratados los países del sudeste asiático bajo el control de Japón.

## Escritura antibélica en la Segunda Guerra Mundial
En la Segunda Guerra Mundial, muchos autores se enfrentaron a una serie de censuras por parte del gobierno japonés. Esto hizo que Kaneko se escondiese en una cabaña en las montañas de Japón, desde donde siguió escribiendo sus relatos en contra del gobierno japonés. Mitsuharu Kaneko se oponía al sistema imperial de Japón y sus poemas y relatos están repletos de mensajes en contra de la guerra en la que narra las injusticias que se llevaron a cabo en los países que estaban bajo el control colonial de Japón. Además de poemas, Kaneko escribió una gran cantidad de ensayos, críticas literarias y novelas. Durante toda su vida, se dedicó a publicar obras antibélicas y éstas fueron recogidas en 15 volúmenes tras su muerte en 1975 por uno de sus editores.
En 1953, a la edad de 58 años, fue galardonado con el 5.º Premio Yomiuri de poesía por su obra Ningen no higeki.

## Obras
Poesía
- Kouro (El censor),     edición privada, Tokio, 1916
- Sekido no ie (La casa de arcilla roja),     edición privada, Tokio, 1919
- Koganemushi (Escarabajo japonés),     Shinchosha, Tokio, 1923
- Dai-furan shou (Oda a la gran putrefacción),     sin publicar, 1923
- Mizu no rurou (Andanzas de agua),     Shinchosha, Tokio, 1926
- Fuka shizumu (El tiburón se sumerge),     coescrito con Mori Michiyo, Shinchosha, Tokio, 1927
- Same (Tiburones),     Jinminsha, Tokio, 1937
- Rakkasan (Paracaídas),     Nihon mirai-ha hakkosho, Tokio, 1948
- Ga (Polilla),     Hokutoshoin, Tokio, 1948
- Onna-tachi e no eregii (Elegías a las     mujeres), Sogensha, Tokio, 1949
- Oni no ko no uta (Canciones de un     hijo del demonio), Jyuhjiya Shoten, Tokio, 1949
- Ningen no higeki (Tragedia humana),     Sogensha, Tokio, 1952
- Hijou (Sin piedad),     Shinchosha, Tokio, 1955
- Colección de poemas (5 volúmenes),     Shoshi Yuriika/Shoushinsha, Tokio, 1960–1971
- He no you na uta (Canciones como una     flatulencia), Schichosha, Tokio, 1962
- IL, Keisoshobo,     Tokio, 1965
- Wakaba no uta (Canciones de hojas jóvenes),     Keisoshobo, Tokio, 1967
- Poemas Completos,     Chikumashobo, Tokio, 1967
- Aijyo 69 (Amor 69),     Chikumashobo, Tokio, 1968
- Hana to akibin (Flores y botellas     vacías), Seigashobo, Tokio, 1973

Ensayos
- Marei Rannin Kikou (Diario de viaje de las indias orientales Holandesas y Malayas), 1940
- Shijin (Poeta), Heibonsha, Tokio, 1957, una autobiografía
- Dokuro-hai (Taza de cráneo), Chuoh kohron sha, Tokio, 1971
- Nemure pari (Ve a dormir, París), Chuo kohron sha, Tokio, 1973
- Nishi higashi (Oeste y Este), Chuoh kohron sha, Tokio, 1974

Trabajos en inglés
- Oposición en 99 Poemas en Traducción, Nueva York, Grove Prensa, 1994